# Sessea jörgensenii
Sessea jörgensenii är en potatisväxtart som beskrevs av Benítez. Sessea jörgensenii ingår i släktet Sessea och familjen potatisväxter. Inga underarter finns listade i Catalogue of Life.